# Alpes Bernese
Alpes Bernoises hay Dãy núi Bernoises là một nhóm núi thuộc phần phía tây của dãy núi Alpes, trong lãnh thổ Thụy Sĩ. Dù tên có gợi ý là rặng núi này thuộc vùng Berner Oberland của bang Bern, nhưng nhiều phần của rặng Alpes bernoises nằm ở các bang Vaud, Fribourg, Valais, Lucerne, Uri, và Nidwalden kề bên.
Thung lũng sông Rhône chia cách rặng núi này với rặng Chablais Alps ở phía tây và rặng Alpes pennines ở phía nam; thung lũng thượng sông Rhône chia cách chúng với rặng Alpes lépontines ở phía đông nam; đèo Grimsel và thung lũng sông Aar chia cách chúng với rặng Urner Alps ở phía đông; cạnh phía bắc của rặng núi này khó xác định, chúng vạch 1 đường đại khái từ hồ Geneva tới hồ Lucerne.
Rặng Alpes bernoises là đầu nguồn của sông Aar cùng sông nhánh Saane ở phía bắc, sông Rhône ở phía nam, và sông Reuss ở phía đông.

## Hình thể

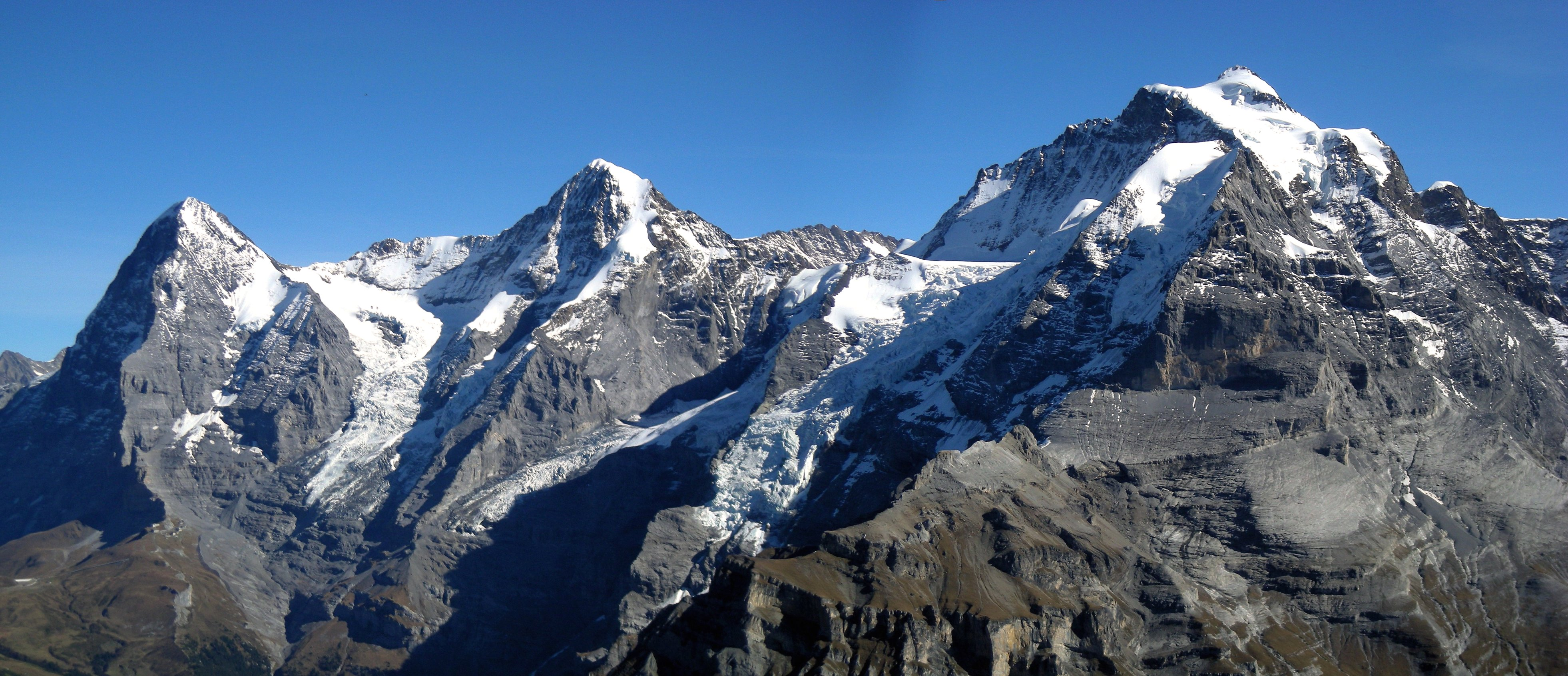
Eiger, Mönch và Jungfrau

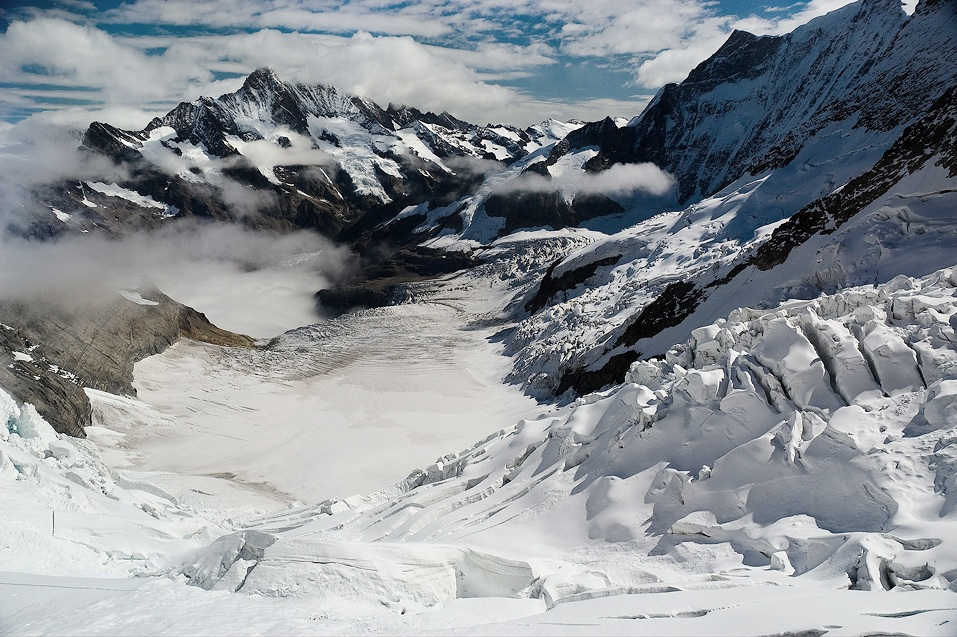
Eismeer

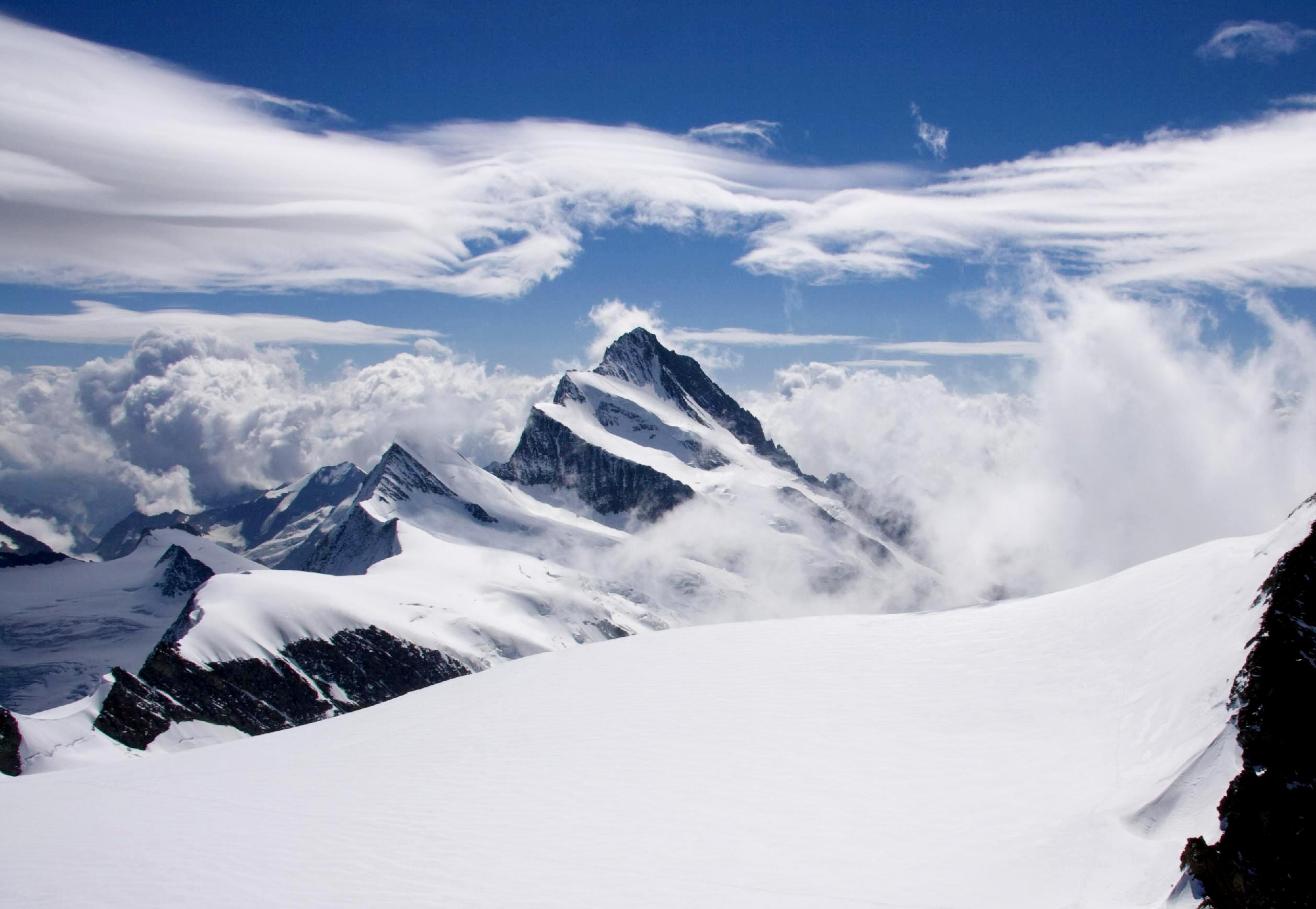
Finsteraarhorn

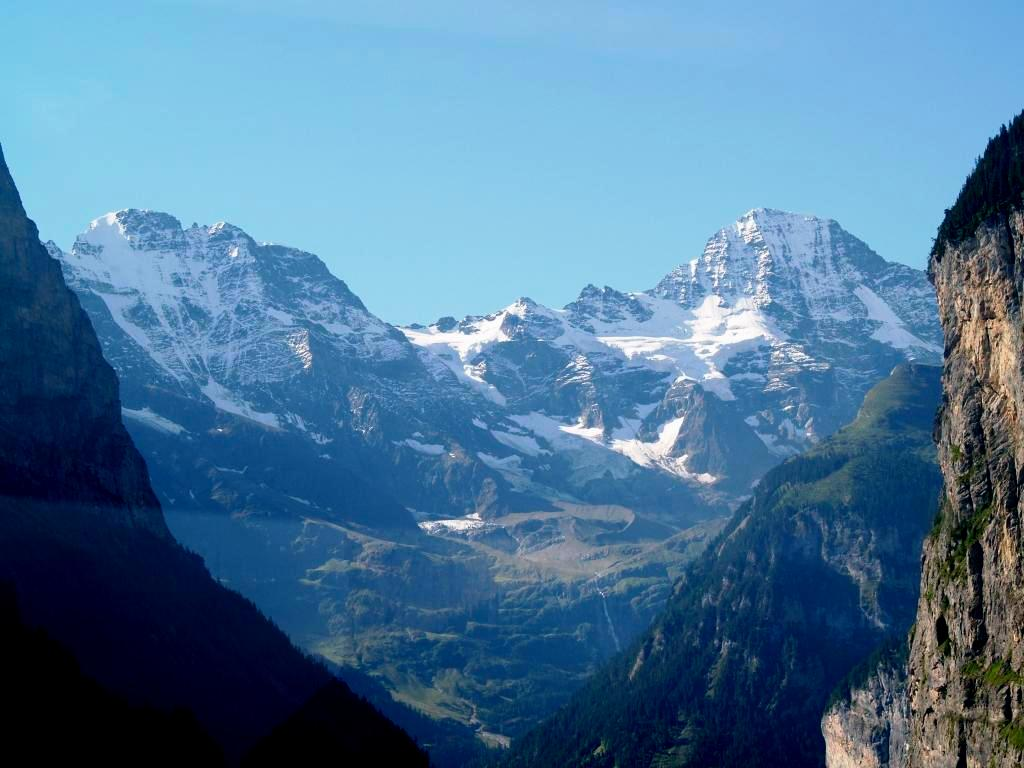
Lauterbrunnental

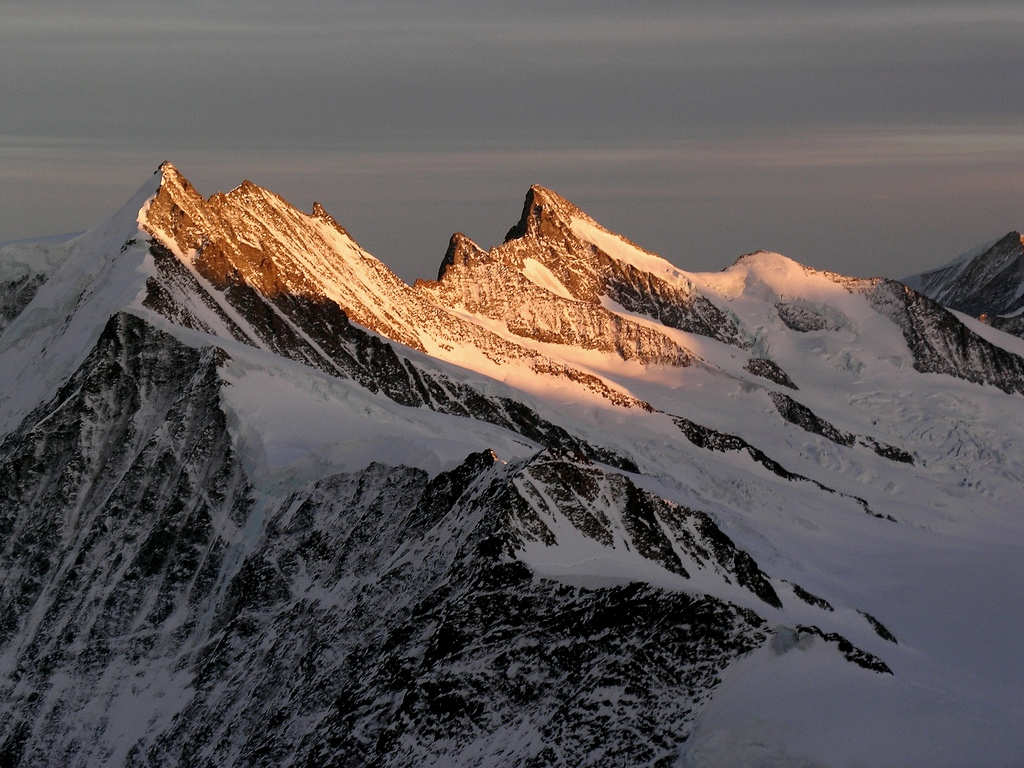
Grünhorn

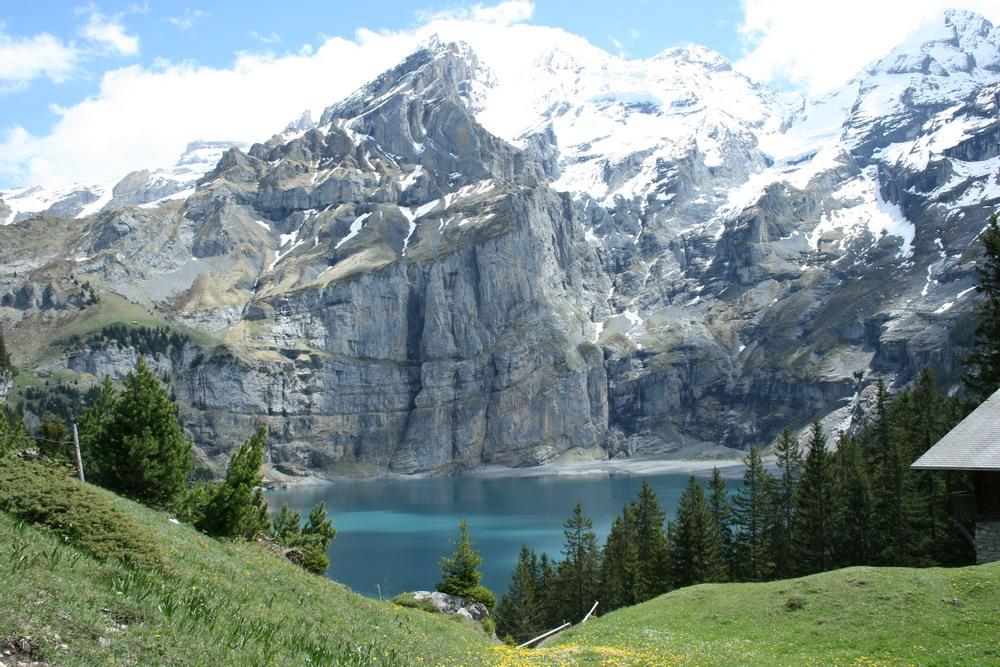
hồ Oeschinen

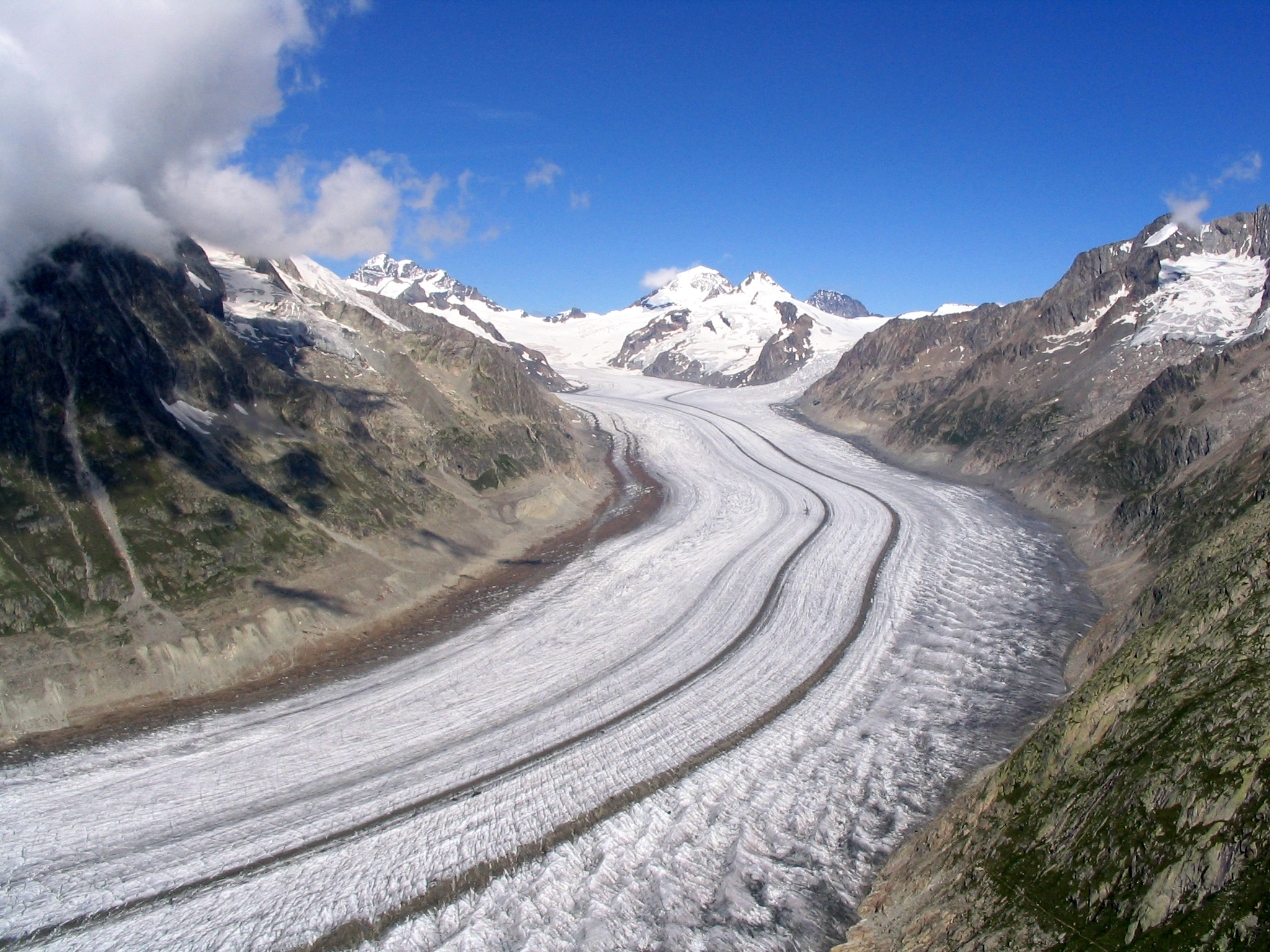
sông băng Aletsch

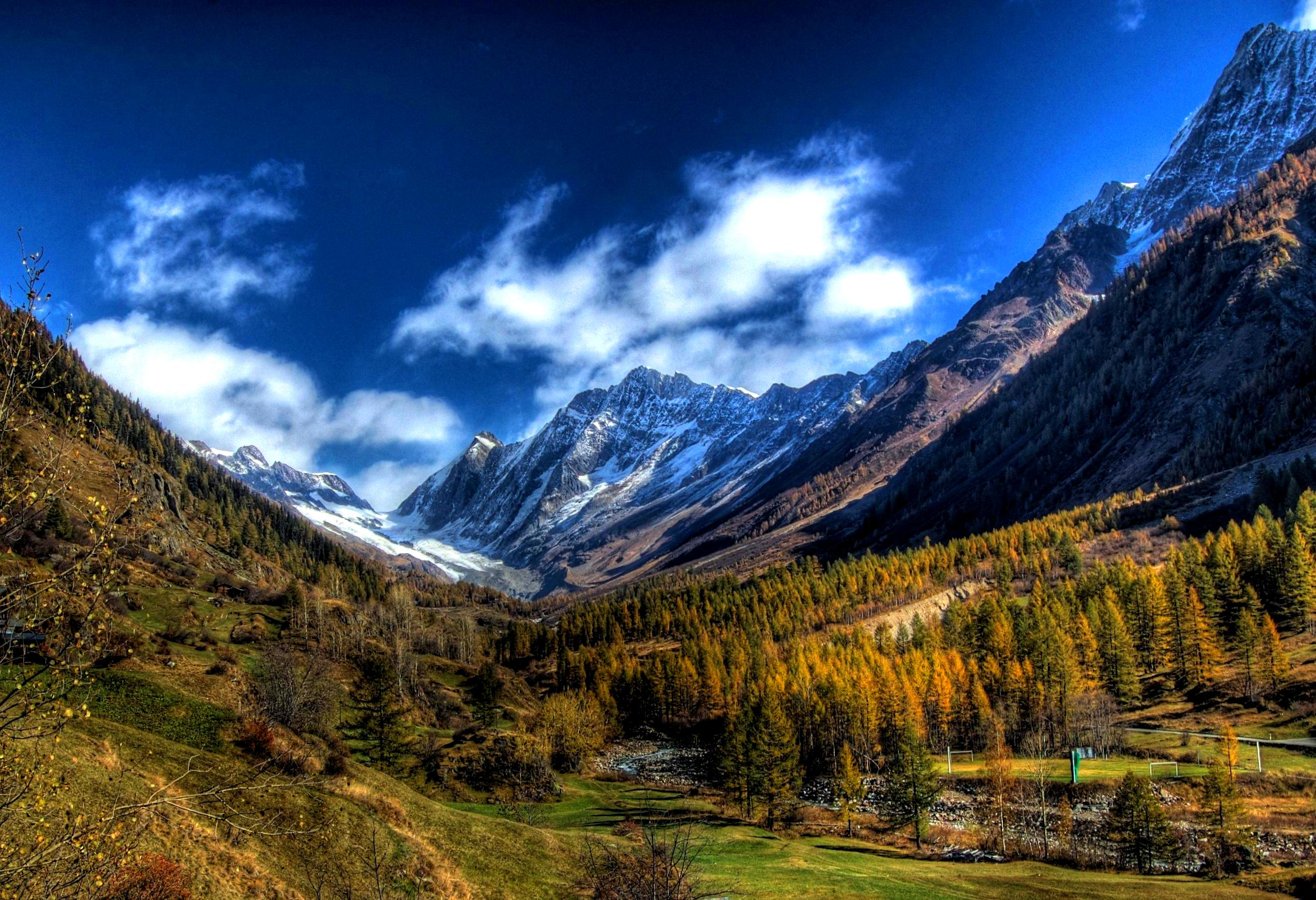
Lötschental

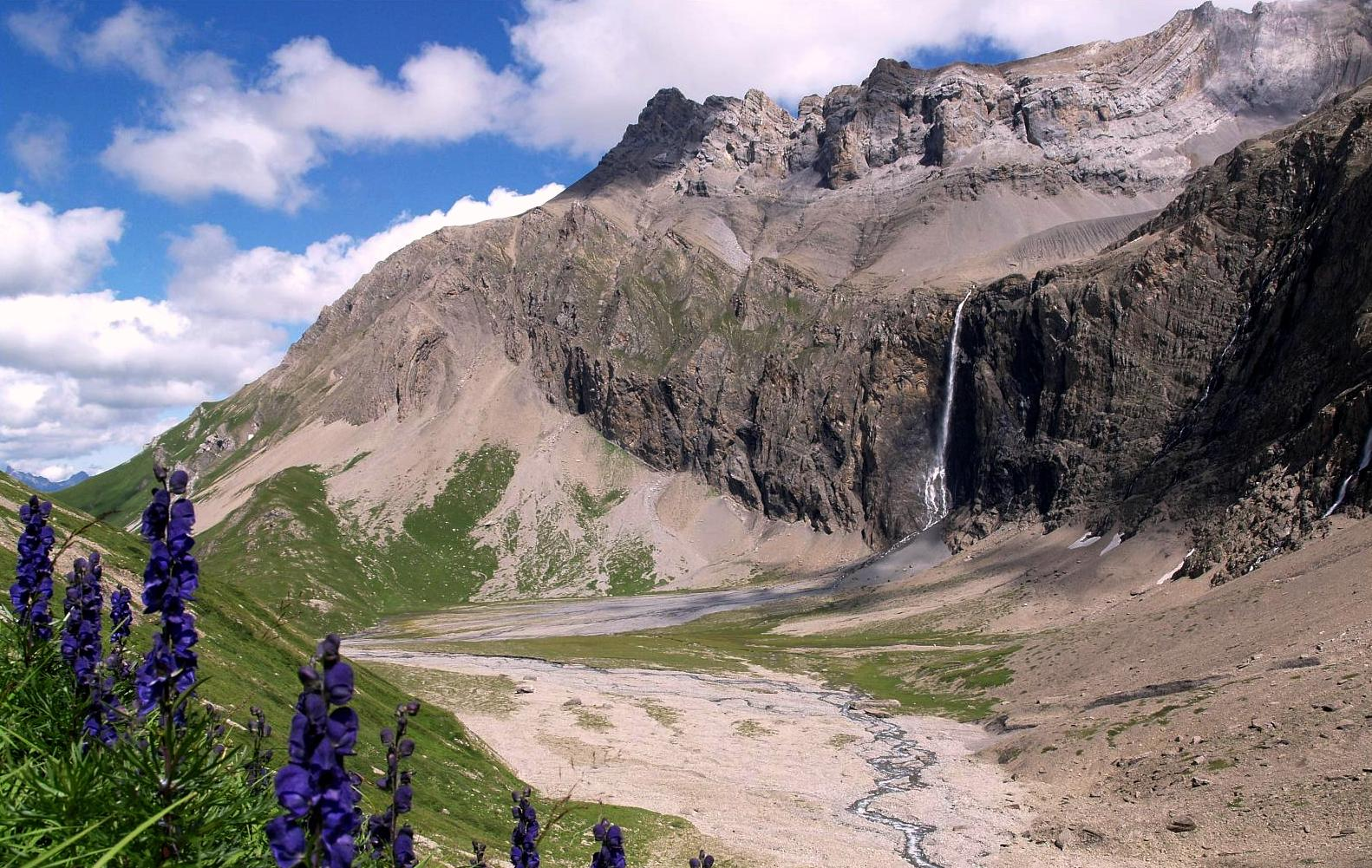
Rottal

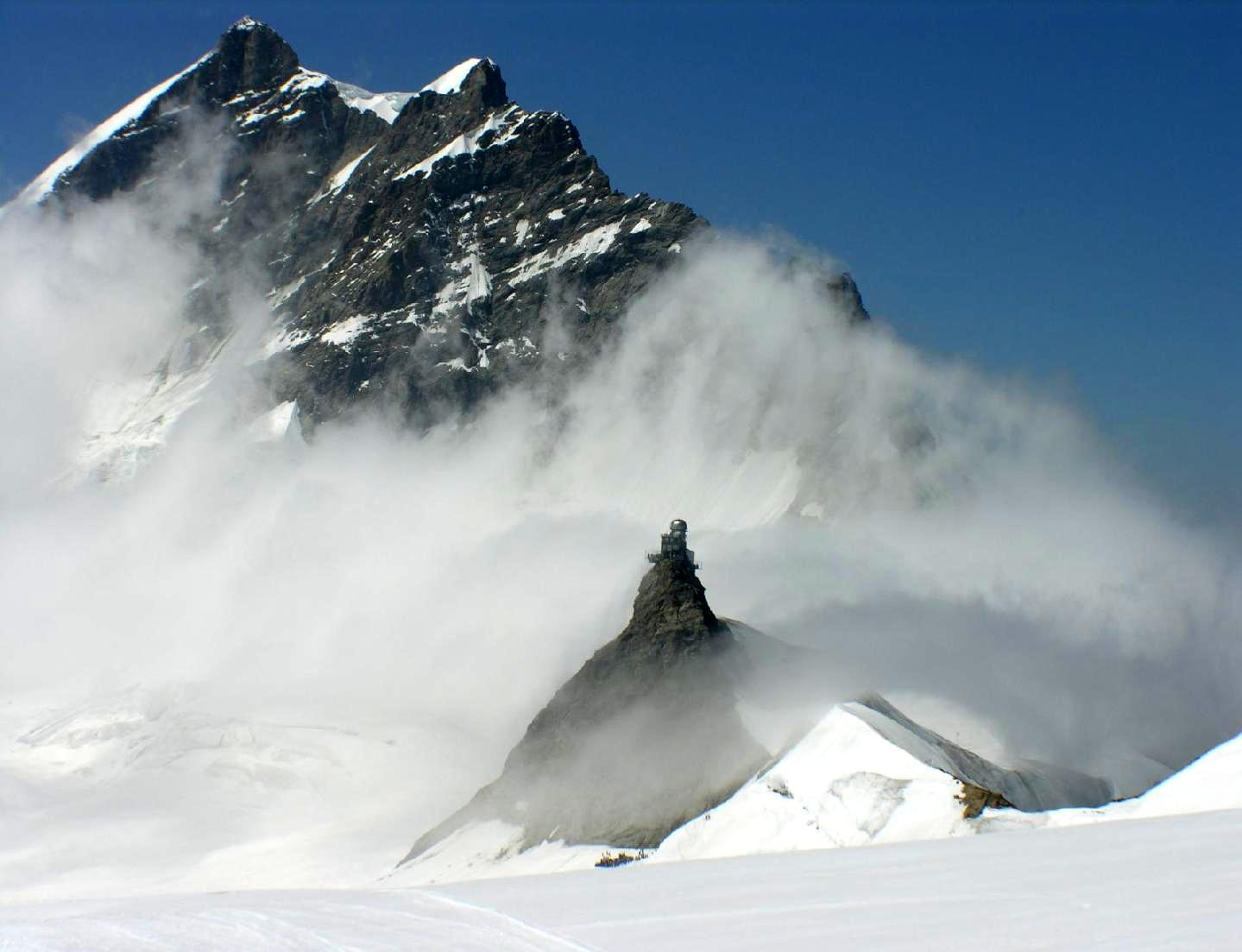
'Đỉnh châu Âu' trong du lịch, Jungfraujoch

Xương sống của rặng núi Alpes bernoises là dãy dài 100 km chạy từ phía tây (núi Dent de Morcles) sang phía đông (núi Sidelhorn) dọc theo ranh giới giữa các bang Berne (bắc) và Valais (nam). Ngoại trừ phần cực tây, cũng có đường phân thủy giữa biển Bắc và Địa Trung Hải. Xương sống này không tập trung trong rặng núi nhưng nằm gần bên sôngRhône ở phía nam (cách từ 10 tới 15 km), do dó có sự khác biệt lớn giữa phần phía nam - nơi các thung lũng ngắn ở bên cạnh dốc xuống thung lũng sông Rhône - và phía bắc, nơi các ngọn núi dần dần trở nên thấp hơn và biến mất trong Cao nguyên Thụy Sĩ đầy đồi, hoặc trong khu hồThun và hồ Brienz ở phần phía đông. Rặng chính ở phía tây đèo Gemmi gồm chủ yếu vài ngọn rộng nhô lên khỏi độ cao 3.000 m một chút (như ngọn Wildhorn), thường do các sông băng bao phủ. Ở bên đông, rặng núi chính đột nhiên rộng hơn và các ngọn cao tới trên 4.000 m ở phần phủ nhiều băng nhất của dãy núi Alpes.

## Các ngọn núi
Các ngọn núi chính của rặng Alpes bernoises là:
| Tên                       | Độ cao (m) | Độ cao (ft) |
| ------------------------- | ---------- | ----------- |
| Finsteraarhorn            | 4.274      | 14.026      |
| Aletschhorn               | 4.182      | 13.721      |
| Jungfrau                  | 4.166      | 13.669      |
| Mönch                     | 4.105      | 13.468      |
| Schreckhorn               | 4.080      | 13.386      |
| Grosses Fiescherhorn      | 4.049      | 13.285      |
| Grünhorn                  | 4.043      | 13.264      |
| Lauteraarhorn             | 4.042      | 13.261      |
| Hinter Fiescherhorn       | 4.025      | 13.205      |
| Gletscherhorn             | 3.983      | 13.067      |
| Eiger                     | 3.970      | 13.025      |
| Rottalhorn                | 3.969      | 13.031      |
| Ebnefluh                  | 3.962      | 12.999      |
| Agassizhorn               | 3.946      | 12.946      |
| Bietschhorn               | 3.934      | 12.907      |
| Trugberg                  | 3.933      | 12.904      |
| Klein Grünhorn            | 3.913      | 12.838      |
| Gross Wannenhorn          | 3.905      | 12.812      |
| Klein Fiescherhorn        | 3.895      | 12.779      |
| Mittaghorn                | 3.892      | 12.769      |
| Fiescher Gabelhorn        | 3.876      | 12.717      |
| Nesthorn                  | 3.820      | 12.533      |
| Dreieckhorn               | 3.811      | 12.503      |
| Schinhorn                 | 3.797      | 12.457      |
| Breithorn (Lötschental)   | 3.785      | 12.418      |
| Breithorn (Lauterbrunnen) | 3.779      | 12.399      |
| Grosshorn                 | 3.754      | 12.316      |
| Sattelhorn                | 3.745      | 12.287      |
| Wetterhorn                | 3.708      | 12.166      |
| Balmhorn                  | 3.698      | 12.133      |
| Silberhorn                | 3.695      | 12.122      |
| Blüemlisalphorn           | 3.671      | 12.044      |
| Doldenhorn                | 3.647      | 11.966      |
| Altels                    | 3636       | 11930       |
| Tschingelhorn             | 3.562      | 11.686      |
| Gspaltenhorn              | 3.442      | 11.293      |
| Gross Hühnerstock         | 3.348      | 10.985      |
| Ewigschneehorn            | 3.331      | 10.929      |
| Ritzlihorn                | 3.282      | 10.768      |
| Wildhorn                  | 3.248      | 10.656      |
| Les Diablerets            | 3.246      | 10.650      |
| Wildstrubel               | 3.243      | 10.640      |
| Wellhorn                  | 3.196      | 10,486      |
| Mättenberg                | 3.107      | 10.194      |
| Löffelhorn                | 3.098      | 10.165      |
| Grand Muveran             | 3.061      | 10.043      |
| Sparrhorn                 | 3.026      | 9.928       |
| Torrenthorn               | 3.003      | 9.853       |
| Dent de Morcles           | 2.980      | 9.777       |
| Schilthorn                | 2.973      | 9.754       |
| Eggishorn                 | 2.934      | 9.626       |
| Uri-Rotstock              | 2.932      | 9.620       |
| Schwarzhorn               | 2.930      | 9.613       |
| Gross Sidelhorn           | 2.881      | 9.452       |
| Albristhorn               | 2.764      | 9.069       |
| Faulhorn                  | 2.683      | 8.803       |
| Gummfluh                  | 2.461      | 8.074       |
| Sulegg                    | 2.412      | 7.914       |
| Vanil Noir                | 2.395      | 7.858       |
| Niesen                    | 2.366      | 7.763       |
| Brienzer Rothorn          | 2.351      | 7.714       |
| Tour d'Aï                 | 2.334      | 7.658       |
| Hohgant                   | 2.202      | 7.225       |
| Stockhorn                 | 2.192      | 7.192       |
| Kaiseregg                 | 2.189      | 7.182       |
| Le Chamossaire            | 2.116      | 6.943       |
| Rochers de Naye           | 1.740      | 5.710       |
| Le Moléson                | 2.006      | 6.582       |
| Dent de Jaman             | 1.879      | 6.165       |

## Các sông băng
Các sông băng chính:
- Sông băng Aletsch
- Sông băng Fiescher
- Sông băng Unteraar
- Sông băng Hạ Grindelwald
- Sông băng Oberaletsch
- Sông băng Mittelaletsch
- Sông băng Gauli
- Sông băng Lang
- Sông băng Thượng Grindelwald
- Sông băng Kander
- Sông băng Tschingel
- Sông băng Rosenlaui
- Sông băng Plaine Morte
- Sông băng Wildstrubel
- Sông băng Tsanfleuron
- Sông băng Diablerets

## Các đèo
Các đèo chính:
| Đèo núi          | Vị trí                                       | Kiểu                         | Độ cao (m) | Độ cao (ft) |
| ---------------- | -------------------------------------------- | ---------------------------- | ---------- | ----------- |
| Lauitor          | Lauterbrunnen tới Eggishorn                  | tuyết                        | 3.700      | 12.140      |
| Mönchjoch        | Grindelwald tới Eggishorn                    | tuyết                        | 3.560      | 11.680      |
| Jungfraujoch     | Wengernalp tới Eggishorn                     | tuyết                        | 3.470      | 11.385      |
| Đèo Strahlegg    | Grindelwald tới đèo Grimsel                  | tuyết                        | 3.351      | 10.995      |
| Grünhornlücke    | Sông băng Đại Aletsch tới sông băng Fiescher | tuyết                        | 3.305      | 10.844      |
| Oberaarjoch      | Grimsel tới Eggishorn                        | tuyết                        | 3.233      | 10.607      |
| Đèo Gauli        | Grimsel tới Meiringen                        | tuyết                        | 3.206      | 10.519      |
| Petersgrat       | Lauterbrunnen tới Lötschental                | tuyết                        | 3.205      | 10.516      |
| Lötschenlücke    | Lötschental tới Eggishorn                    | tuyết                        | 3.204      | 10.512      |
| Lauteraarsattel  | Grindelwald tới Grimsel                      | tuyết                        | 3.156      | 10.355      |
| Beichgrat        | Lötschental tới Belalp                       | tuyết                        | 3.136      | 10.289      |
| Lammernjoch      | Lenk tới Gemmi                               | tuyết                        | 3.132      | 10.276      |
| Triftlimmi       | Sông băng Rhone tới Gadmental                | tuyết                        | 3.109      | 10.200      |
| Sustenlimmi      | Stein Alp tới Göschenen                      | tuyết                        | 3.103      | 10.181      |
| Gamchilucke      | Kiental tới Lauterbrunnen                    | tuyết                        | 2.833      | 9.295       |
| Đèo Tschiugel    | Lauterbrunnen tới Kandersteg                 | tuyết                        | 2.824      | 9.265       |
| Đèo Hohtürli     | Kandersteg tới Kiental                       | đường đi bộ                  | 2.707      | 8.882       |
| Đèo Lötschen     | Kandersteg tới Lötschental                   | tuyết                        | 2.695      | 8.842       |
| Sefinenfurgge    | Lauterbrunnen tới Kiental                    | đường đi bộ                  | 2.616      | 8.583       |
| Wendenjoch       | Engelberg tới Gadmental                      | tuyết                        | 2.604      | 8.544       |
| Furtwangsattel   | Guttannen tới Gadmental                      | đường đi bộ                  | 2.558      | 8.393       |
| Đèo Furka        | Sông băng Rhône tới Andermatt                | đường xe                     | 2.436      | 7.992       |
| Đèo Rawil        | Sion tới Lenk im Simmental                   | đường xe ngựa                | 2.415      | 7.924       |
| Đèo Gemmi        | Kandersteg tới Leukerbad                     | đường xe ngựa                | 2.329      | 7.641       |
| Đèo Surenen      | Engelberg tới Altdorf                        | đường đi bộ                  | 2.305      | 7.563       |
| Đèo Susten       | Meiringen tới Wassen                         | đường xe                     | 2.262      | 7.422       |
| Đèo Sanetsch     | Sion tới Saanen                              | đường xe ngựa                | 2.234      | 7.331       |
| Đèo Joch         | Meiringen tới Engelberg                      | đường xe ngựa                | 2.215      | 7.267       |
| Đèo Grimsel      | Meiringen tới sông băng Rhone                | đường xe                     | 2.164      | 7.100       |
| Kleine Scheidegg | Grindelwald tới Lauterbrunnen                | đường đi bộ, đường xe lửa    | 2064       | 6.772       |
| Col de Cheville  | Sion tới Bex                                 | đường xe ngựa                | 2.049      | 6.723       |
| Grosse Scheidegg | Grindelwald tới Meiringen                    | đường xe ngựa                | 1.967      | 6.454       |
| Col de Jaman     | Montreux tới Montbovon                       | đường đi bộ đường hầm xe lửa | 1.516      | 4.974       |
| Đèo Brünig       | Meiringen tới Lucerne                        | đường xe, đường xe lửa       | 1.035      | 3.396       |